# Бетюн (Саскачеван)
Бетюн (англ. Bethune) — село в канадській провінції Саскачеван. Озеро Ласт Маунтін лежить на північному сході від Бетюна, тоді як озеро Баффало Паунд — на південному заході.

## Історія
Поштове відділення Бетюна було засноване 5 червня 1905 року, за три місяці до того, як Саскачеван став провінцією. Село називається на честь англ. C.B. Bethune, інженера на першому поїзді, який рухався залізницею в 1887 році.

## Рекреаційні місця
Провінційний парк «Баффало Паунд» розміщений за 19 км від села. Інший заповідник «Регіна Біч» розташований на відстані 19 км від Бетюна.

## Населення

### Чисельність
| 2001 | 2006 | 2011 | 2016 |
| ---- | ---- | ---- | ---- |
| 380  | 369  | 405  | 399  |